# Arrigo Petacco
Arrigo Petacco (Castelnuovo Magra, 7 agosto 1929 – Portovenere, 3 aprile 2018) è stato un giornalista, storico e sceneggiatore italiano.
È stato inviato speciale, caporedattore e direttore de La Nazione di Firenze e del mensile Storia Illustrata, nonché autore di programmi televisivi di argomento storico.

## Biografia

Una scena dello sceneggiato Joe Petrosino: Adolfo Celi (sulla destra) interpreta il poliziotto italo-americano

Nato nel 1929 a Castelnuovo Magra, nella provincia della Spezia, iniziò la sua carriera giornalistica presso Il Lavoro di Genova diretto da Sandro Pertini.
Prolifico scrittore con grande capacità di divulgazione, esordì con una biografia su Gaetano Bresci, l'anarchico attentatore del re Umberto I a Monza, quindi si concentrò su personalità note della prima metà del Novecento e del fascismo, sceneggiando vari film e realizzando numerosi programmi televisivi, in particolare con la Rai. Nella sua attività giornalistica intervistò alcuni tra i protagonisti della seconda guerra mondiale.
È del 1982 la sua Storia del fascismo edita in sei volumi, è del 1983 la vittoria del Premio Saint-Vincent per il giornalismo grazie alle sue inchieste televisive ed è del 2006 il Premio Capo d'Orlando per il giornalismo.
Nel biennio 1986-1987, succedendo a Tino Neirotti, diresse il quotidiano fiorentino La Nazione.
Dal suo romanzo dedicato al detective della polizia statunitense Joe Petrosino - che combatté contro la mafia - venne tratto nel 1972 l'omonimo sceneggiato televisivo con Adolfo Celi, mentre un altro su Cesare Mori - il funzionario spedito da Mussolini in Sicilia a combattere la criminalità organizzata - ispirò nel 1977 Pasquale Squitieri per il suo Il prefetto di ferro con Giuliano Gemma e Claudia Cardinale, su sceneggiatura dello stesso Petacco.
Il suo libro "L'uomo della Provvidenza. Mussolini, ascesa e caduta di un mito" venne fortemente criticato da Christopher Duggan, allievo di Denis Mack Smith e direttore del Centre for the Advanced Study of Italian Society all’Università di Reading. L'accademico del Regno Unito identificò nel libro di Petacco un classico esempio di memoria selettiva italiana rispetto alle vicende del fascismo.
Tra le sue tesi più controverse quella espressa nel novembre del 2014 in un'intervista sul blog di Beppe Grillo in merito all'omicidio Matteotti: nell'occasione Petacco sostenne che non fu Mussolini il mandante di quel delitto, smentendo lo stesso discorso del 3 gennaio 1925 di Mussolini e suscitando dibattiti e polemiche.
Scrittore controcorrente, è deceduto per un tumore al fegato nella sua casa di Portovenere il 3 aprile 2018, a ottantotto anni, lasciando due figlie: Carlotta e Monica.
Era discendente di Luigi Ferrari, il militare che ferì Garibaldi sull'Aspromonte, e insieme ad un altro discendente, Marco Ferrari, ne narrò la vita nel libro Ho sparato a Garibaldi.

## Opere
- La morte cammina con la sposa, come Harry Arpet, Roma, Boselli, 1958.
- L'anarchico che venne dall'America. Storia di Gaetano Bresci e del complotto per uccidere Umberto I, Milano, A. Mondadori, 1969; 2000. ISBN 88-04-47807-1.
- Joe Petrosino, Milano, A. Mondadori, 1972.
- Dal Gran Consiglio al Gran Sasso. Una storia da rifare, con Sergio Zavoli, Milano, Rizzoli, 1973.
- Il prefetto di ferro. L'uomo di Mussolini che mise in ginocchio la mafia, Milano, A. Mondadori, 1975.
- Le battaglie navali del Mediterraneo nella Seconda guerra mondiale, Milano, A. Mondadori, 1976.
- Il Cristo dell'Amiata. Storia di David Lazzaretti, Milano, A. Mondadori, 1978.
- La seconda guerra mondiale, 9 volumi, Roma, Curcio, 1979.
- Riservato per il Duce. I segreti del regime conservati nell'archivio personale di Mussolini, Milano, A. Mondadori 1979.
- Storia del fascismo, 6 volumi, Roma, Curcio, 1982.
- Pavolini. L'ultima raffica di Salò, Milano, A. Mondadori, 1982.
- I grandi enigmi fra cronaca e storia, 8 voll., Novara, De Agostini, 1983-1985.
- Come eravamo negli anni di guerra? Cronaca e costume 1940-1945, Novara, De Agostini, 1984.
- La Spezia in guerra, 1940-45. Cinque anni della nostra vita, Bologna-La Spezia, La Nazione-Cassa di Risparmio della Spezia, 1984.
- Dear Benito, caro Winston. Verità e misteri del carteggio Churchill-Mussolini, Milano, A. Mondadori, 1985.
- Italia terra di tesori, con la collaborazione di Sergio De Santis, Novara, De Agostini, 1987.
- Storia d'Italia dall'unità ad oggi, 8 volumi, Roma, Curcio, 1987.
- I ragazzi del '44, Milano, A. Mondadori, 1987. ISBN 88-04-30010-8.
- Livorno in guerra. Come eravamo negli anni di guerra, hanno collaborato Ugo Mannoni e Giuseppe Isozio, Livorno, Il Telegrafo, 1988.
- Storia bugiarda, Roma-Bari, Laterza, 1988. ISBN 88-420-3316-2.
- W Gesù W Maria W l'Italia. Ugo Bassi, il cappellano di Garibaldi, Roma, Nuove edizioni del gallo, 1990.
- 1940. Giorno per giorno attraverso i bollettini del Comando supremo, Milano, Leonardo, 1990. ISBN 88-355-0064-8.
- 1941. Giorno per giorno attraverso i bollettini del Comando supremo, Milano, Leonardo, 1990. ISBN 88-355-0096-6.
- 1942. Giorno per giorno attraverso i bollettini del Comando supremo, Milano, Leonardo, 1991. ISBN 88-355-0140-7.
- 1943. Giorno per giorno attraverso i bollettini del Comando supremo, Milano, Leonardo, 1993. ISBN 88-355-0237-3.
- La regina del Sud. Amori e guerre segrete di Maria Sofia di Borbone, Milano, A. Mondadori, 1992. ISBN 88-04-35979-X.
- La principessa del nord. La misteriosa vita della dama del Risorgimento. Cristina di Belgioioso, Milano, A. Mondadori, 1993. ISBN 88-04-36725-3.
- La signora della Vandea. Un'italiana alla conquista del trono di Francia, Milano, A. Mondadori, 1994. ISBN 88-04-35978-1.
- La nostra guerra, 1940-1945. L'avventura bellica tra bugie e verità, Milano, A. Mondadori, 1995. ISBN 88-04-38526-X.
- Il comunista in camicia nera. Nicola Bombacci, tra Lenin e Mussolini, Milano, A. Mondadori, 1996. ISBN 88-04-40305-5.
- Regina. La vita e i segreti di Maria José, Milano, Mondadori, 1997. ISBN 88-04-42512-1.
- L'archivio segreto di Mussolini, Milano, Mondadori, 1997. ISBN 88-04-42031-6.
- L'armata scomparsa. L'avventura degli italiani in Russia, Milano, Mondadori, 1998. ISBN 88-04-42030-8.
- Il superfascista. Vita e morte di Alessandro Pavolini, Milano, Mondadori, 1998. ISBN 88-04-44799-0.
- L'esodo. la tragedia negata degli italiani d'Istria, Dalmazia e Venezia Giulia, Milano, Mondadori, 1999. ISBN 88-04-45897-6.
- L'amante dell'imperatore. Amori, intrighi e segreti della contessa di Castiglione, Milano, Mondadori, 2000. ISBN 88-04-48177-3.
- L'armata nel deserto. Il segreto di El Alamein, Milano, Mondadori, 2001. ISBN 88-04-48956-1.
- Ammazzate quel fascista! Vita intrepida di Ettore Muti, Milano, Mondadori, 2002. ISBN 88-04-50686-5.
- La Spezia. Una città ritrovata. Arrigo Petacco intervista il sindaco Giorgio Pagano, Genova, Sagep, 2002. ISBN 88-7058-846-7.
- Faccetta nera. Storia della conquista dell'Impero, Milano, Mondadori, 2003. ISBN 88-04-51803-0; riedito col titolo Faccetta nera. L'illusione coloniale italiana 1892-1947, Novara, UTET, 2018, ISBN 978-88-511-5753-1.
- L'uomo della provvidenza. Mussolini, ascesa e caduta di un mito, Milano, Mondadori, 2004. ISBN 88-04-53466-4.
- La croce e la mezzaluna. Lepanto 7 ottobre 1571. Quando la Cristianità respinse l'Islam, Milano, Mondadori, 2005. ISBN 88-04-54397-3.
- ¡Viva la muerte! Mito e realtà della guerra civile spagnola, 1936-39, Milano, Mondadori, 2006. ISBN 88-04-56002-9.
- L'ultima crociata. Quando gli ottomani arrivarono alle porte dell'Europa, Milano, Mondadori, 2007. ISBN 978-88-04-57261-9.
- La scelta. L'invenzione della Repubblica Italiana, Roma, Curcio, 2008. ISBN 978-88-95049-33-5.
- La strana guerra, 1939-1940. Quando Hitler e Stalin erano alleati e Mussolini stava a guardare, Milano, Mondadori, 2008. ISBN 978-88-04-58304-2.
- Il regno del Nord. 1859. Il sogno di Cavour infranto da Garibaldi, Milano, Mondadori, 2009. ISBN 978-88-04-59355-3.
- A. Petacco-Giancarlo Mazzuca, La Resistenza tricolore. La storia ignorata dei partigiani con le stellette, Collana Le Scie, Milano, Mondadori, 2010, ISBN 978-88-04-60144-9.
- O Roma o morte. 1861-1870. La tormentata conquista dell'unità d'Italia, Milano, Mondadori, 2010. ISBN 978-88-04-60457-0.
- La Spezia nel Risorgimento, La Spezia, Fondazione Eventi, 2011.
- Quelli che dissero no. 8 settembre 1943. La scelta degli italiani nei campi di prigionia inglesi e americani, Mondadori, Milano, 2011. ISBN 978-88-04-61293-3.
- Eva e Claretta. Le amanti del diavolo, Milano, Mondadori, 2012. ISBN 978-88-04-62246-8.
- A Mosca, solo andata. La tragica avventura dei comunisti italiani in Russia, Milano, Mondadori, 2013. ISBN 978-88-04-63093-7.
- La storia ci ha mentito. Dai misteri della borsa scomparsa di Mussolini alle «armi segrete» di Hitler, le grandi menzogne del Novecento, Milano, Mondadori, 2014. ISBN 978-88-04-63982-4.
- Nazisti in fuga. Intrighi spionistici, tesori nascosti, vendette e tradimenti all'ombra dell'Olocausto, Milano, Mondadori, 2014. ISBN 978-88-04-64653-2.
- Come eravamo negli anni di guerra. La vita quotidiana degli italiani tra il 1940 e il 1945, con la collaborazione di Marco Ferrari, Novara, UTET, 2015. ISBN 978-88-511-3491-4.
- A. Petacco-Marco Ferrari, Ho sparato a Garibaldi. La storia inedita di Luigi Ferrari, il feritore dell'eroe dei due mondi, Collezione Le Scie, Milano, Mondadori, 2016, ISBN 978-88-04-65995-2.
- La nostra guerra 1940-1945. L'Italia al fronte tra bugie e verità, Novara, UTET, 2016. ISBN 978-88-511-4065-6.
- La guerra dei mille anni. Dieci secoli di conflitto fra Oriente e Occidente, Novara, UTET, 2017, ISBN 978-88-51-14455-5.
- A. Petacco-Marco Ferrari, Caporetto. 24 ottobre-12 novembre 1917: storia della più grande disfatta dell'esercito italiano, Collezione Le Scie.Nuova serie, Milano, Mondadori, 2017, ISBN 978-88-046-7912-7.

### Prefazioni e curatele
- Antonio Bertillo, Cronaca di giorni duri. Città Sant'Angelo e la guerra, 1943-44, presentazione di Arrigo Petacco, Pescara, Orizzonti Angolani, 1986.
- Pia Piccioni, Compagno silenzio. Una vedova italiana del gulag racconta, a cura di Arrigo Petacco, Milano, Leonardo, 1989. ISBN 88-355-0041-9.
- Gino Patroni, Il meglio di Gino Patroni, prefazione di Arrigo Petacco, Milano, Longanesi; La Spezia, Cassa di risparmio, 1993. ISBN 88-304-1172-8.
- Mario Lombardo, Le colonie e l'impero. Dall'archivio fotografico TCI, prefazione di Arrigo Petacco, Milano, Touring club italiano, 2004. ISBN 88-365-3071-0.
- Alberto Cavanna e Furio Ciciliot, Nelson e noi. Un quasi saggio sul più famoso ammiraglio della storia, presentazione di Arrigo Petacco, Milano, Mursia, 2006. ISBN 88-425-3461-7.
- Bettino Craxi, Passione garibaldina, prefazione di Arrigo Petacco, Venezia, Marsilio, 2007. ISBN 978-88-317-9371-1.
- Giuseppe Meneghini, La Caporetto del fascismo. Sarzana, 21 luglio 1921, prefazione di Arrigo Petacco, Milano, Mursia, 2011. ISBN 978-88-425-4737-2.
- Luciano Dalla Tana, Mussolini socialista rivoluzionario. Scritti, risse e invettive, prefazione di Arrigo Petacco, Parma, Edizioni Diabasis, 2013. ISBN 978-88-8103-808-4.
- Alberto Mazzuca, Luciano Foglietta, Mussolini e Nenni amici nemici, prefazione di Arrigo Petacco, Argelato, Minerva Edizioni, 2015.  ISBN 978-8873815891

## Programmi televisivi
- L'impresa di Premuda, Secondo Programma, 8 giugno 1966.
- La battaglia d'Inghilterra, Secondo Programma, 17 marzo 1967.
- La scomparsa di un sommergibile atomico, Programma Nazionale, 11 maggio 1967.
- La fine della Graf Spee, Secondo Programma, 7 maggio 1968.
- Prima pagina (Mussolini dal Gran Consiglio al Gran Sasso, con Sergio Zavoli), Programma Nazionale, 22 luglio 1968.
- Lo sbarco di Salerno, Secondo Programma, 15 ottobre 1968.
- Da Caporetto a Vittorio Veneto, Programma Nazionale, 13 novembre 1968.
- Da Caporetto a Vittorio Veneto: il Piave, Programma Nazionale, 20 novembre 1968.
- Da Caporetto a Vittorio Veneto: Vittorio Veneto, Programma Nazionale, 27 novembre 1968.
- La fine del dirigibile, Programma Nazionale, 4 dicembre 1968.
- La battaglia dell'Atlantico, Programma Nazionale, 11 dicembre 1968.
- Operazione C-3: obiettivo Malta, Programma Nazionale, 18 dicembre 1968.
- La vera storia di Eddie Chapman, Programma Nazionale, 8 gennaio 1969.
- Valachi accusa, Programma Nazionale, 21 maggio 1969.
- La battaglia di Mosca, Secondo Programma, 1º luglio 1969.
- La battaglia di Mosca: i giorni della riscossa, Secondo Programma, 8 luglio 1969.
- Lo battaglia di Normandia, Programma Nazionale, 23 luglio 1969.
- L'ultima trincea, Programma Nazionale, 13 ottobre 1970.
- La vera storia di Rommel, Programma Nazionale, 9 giugno 1971.
- Sestante (I figli di Lawrence), Programma Nazionale, 29 gennaio 1972.
- Ustascia, Secondo Programma, 15 maggio 1972.
- Servizi speciali del telegiornale (I due Yemen), Programma Nazionale, 22 settembre 1972.
- Servizi speciali del telegiornale (L'anno della svolta), Programma Nazionale, 11, 18, 25 agosto 1973.
- La spia di Pearl Harbor
- TG della Storia, Rai, 1976.
- TG1, Rai 1, dal 1976 al 1986
- I giorni della storia, Rai 2, dal 27 novembre 1981[11].